# Napoléon Coste
Napoléon Coste (Amondans, Doubs, Francia, 27 de junio de 1805 - 17 de febrero de 1883) fue un  guitarrista y compositor francés.
Nació en Amondans Doubs, Francia, cerca de Besançon. Fue su madre, que era buena ejecutante, quien le enseñó a tocar la guitarra. Como adolescente se convirtió en maestro del instrumento y dando muchos conciertos en Franche-Comté. En 1829, a la edad de 24 años, se trasladó a París donde estudió bajo la tutela de Fernando Sor estableciéndose rápidamente como el guitarrista virtuoso líder en Francia. Y aunque la demanda de guitarristas estaba en declive,  consiguió cierta estabilidad financiera que le permitió publicar su música a sus expensas, al no encontrar un editor que quisiera hacerlo.
La fractura de un brazo en un accidente en 1863 puso prematuro fin a su carrera como ejecutante. Contrató a un asistente y continuó enseñando y componiendo para guitarra. A la muerte de Sor publicó el método original para guitarra de éste bajo el título "Méthode complète pour la Guitare par Ferdinand Sor, rédigée et augmentée [reedigitado y aumentado] de nombreux exemples et leçons par N. Coste".
Napoleón Coste tenía un interés especial por tocar en guitarras de siete cuerdas. Es además conocido por ser uno de los primeros compositores en transcribir la música para guitarra del siglo XVII de tablatura, a notación musical moderna. Murió a la edad de 77 años dejando un significativo catálogo de obras originales.

## Lista de obras

### Obras publicadas con número de opus
- Op. 2: Variations et Finale...sur un motif favori de la Famille Suisse de Weigl ("Variaciones y final... sobre un tema favorito de la familia suiza de Weigl")
- Op. 3: 2 Quadrilles de Contredances ("2 cuadrillas de contradanzas")
- Op. 4: Fantasie...Composée sur un motif du « Balle d'Armide » ("Fantasía ... compuesta con un tema de « Balle d'Armide »")
- Op. 5: Souvenirs de Flandres ("Recuerdos de Flandres")
- Op. 6: Fantaisie de Concert ("Fantasía de concierto")
- Op. 7: 16 Valses Favorites de Johann Strauss ("16 valses favoritos de Johann Strauss")
- Op. 9: Divertissement sur « Lucia di Lammermoor » ("Divertimento sobre la ópera Lucia di Lammermoor")
- Op. 11: Grand Caprice
- Op. 12: Rondeau de Concert
- Op. 13: Caprice sur … La Cachucha
- Op. 14: Deuxième Polonaise
- Op. 15: Le Tournoi Fantaisie Chevaleresque
- Op. 16: Fantaisie sur deux Motifs de la « Norma »
- Op. 17: La Vallée d'Ornans
- Op. 18: Les Bords du Rhin
- Op. 19: Delfzil
- Op. 19b: La Romanesca
- Op. 20: Le Zuyderzée
- Op. 21: Les Cloches
- Op. 22: Meulan
- Op. 23: Les soirées d'Auteuil
- Op. 24: Grand Solo
- Op. 27: Le Passage des Alpes
- Op. 28b: Fantaisie Symphonique
- Op. 29: La Chasse des Sylphes
- Op. 30: Grande Serenade
- Op. 31: Le Départ, fantaisie dramatique
- Op. 33: Mazurka
- Op. 37: Cavatina
- Op. 38: 25 Etudes de genre
- Op. 39: Andante et Minuet
- Op. 41: Feuilles d'Automne
- Op. 42: La Ronde de Mai
- Op. 43: Marche Funèbre et Rondeau
- Op. 44: Andante et Polonaise (Souvenirs du Jura)
- Op. 45: Divagation
- Op. 46: Valse Favorite
- Op. 47: La Source du Lyson
- Op. 48: Quatre Marches
- Op. 49: Six Préludes
- Op. 50: Adagio et Divertissements
- Op. 51: Récréation du Guitariste
- Op. 52: Le Livre d'or du Guitariste
- Op. 53: Six Pieces Originales (Reverie, Rondeau, 2 Menuets, Scherzo, & Etude)

### Obras sin número de opus (sno)
- Sno: Meditation de nuit
- Sno: Andante et Allegro
- Sno: Divertissement
- Sno: Introduction et Variations sur un motif de Rossini
- Sno: Berceuse
- Sno: Kleines Tonstück
- Sno: Pastorale
- Sno: Valse en ré majeur
- Sno: Valse en la majeur
- Sno: Valse des Roses